# Остерланд (Зеландія)
Остерланд (нід. Oosterland) — село в нідерландській провінції Зеландія. Входить до муніципалітету Схаувен-Дьойвеланд.
Його площа — 13,45 км², а населення станом на 2021 рік становило 2310 осіб.
Перша згадка про населений пункт датується 1370 роком.
1953 року велика частина будівель була зруйнована під час повіді у Північноморському басейні. До 1961 року мало статус окремого муніципалітету.

## Галерея

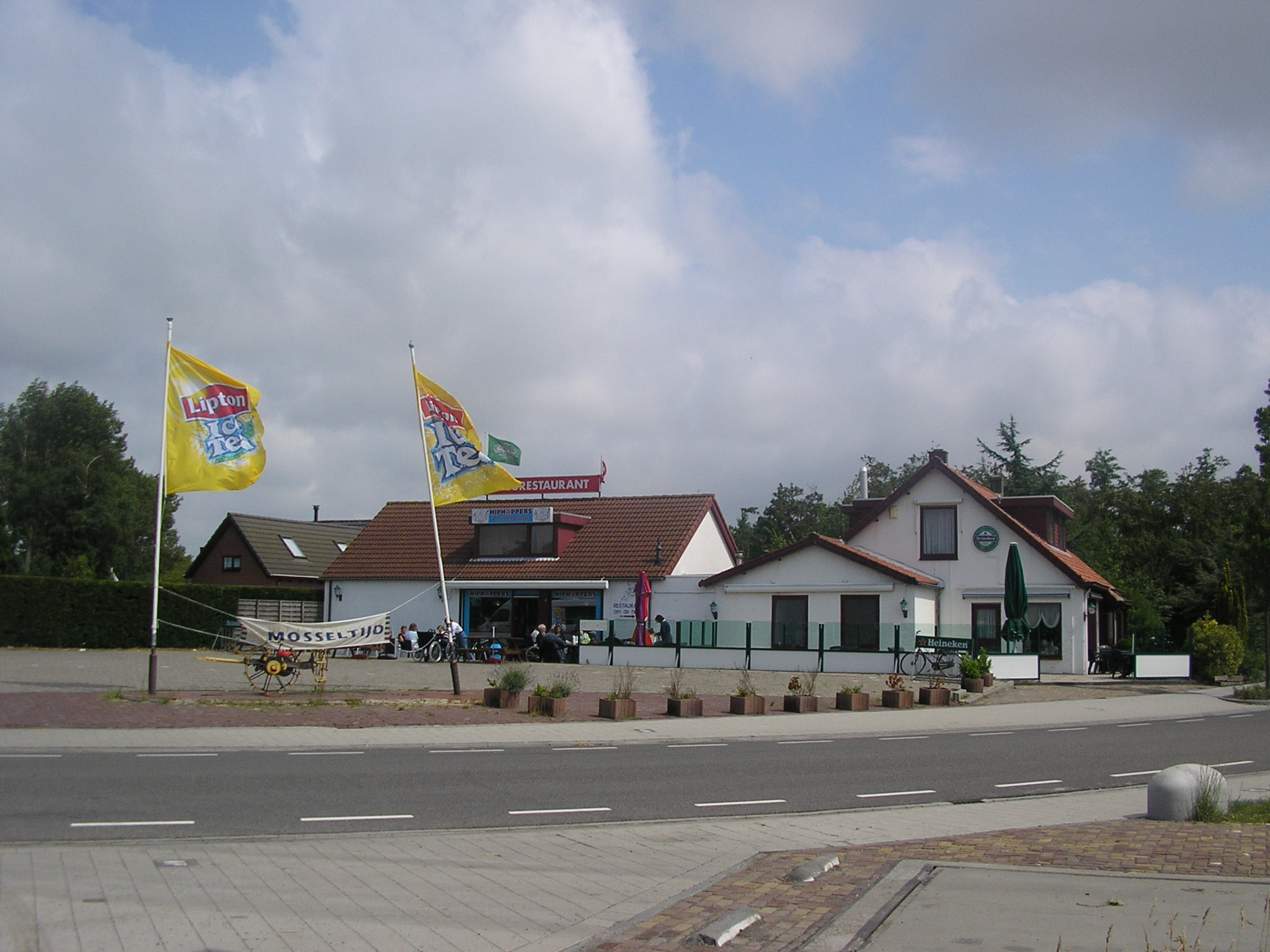
Ресторан в Остерланді
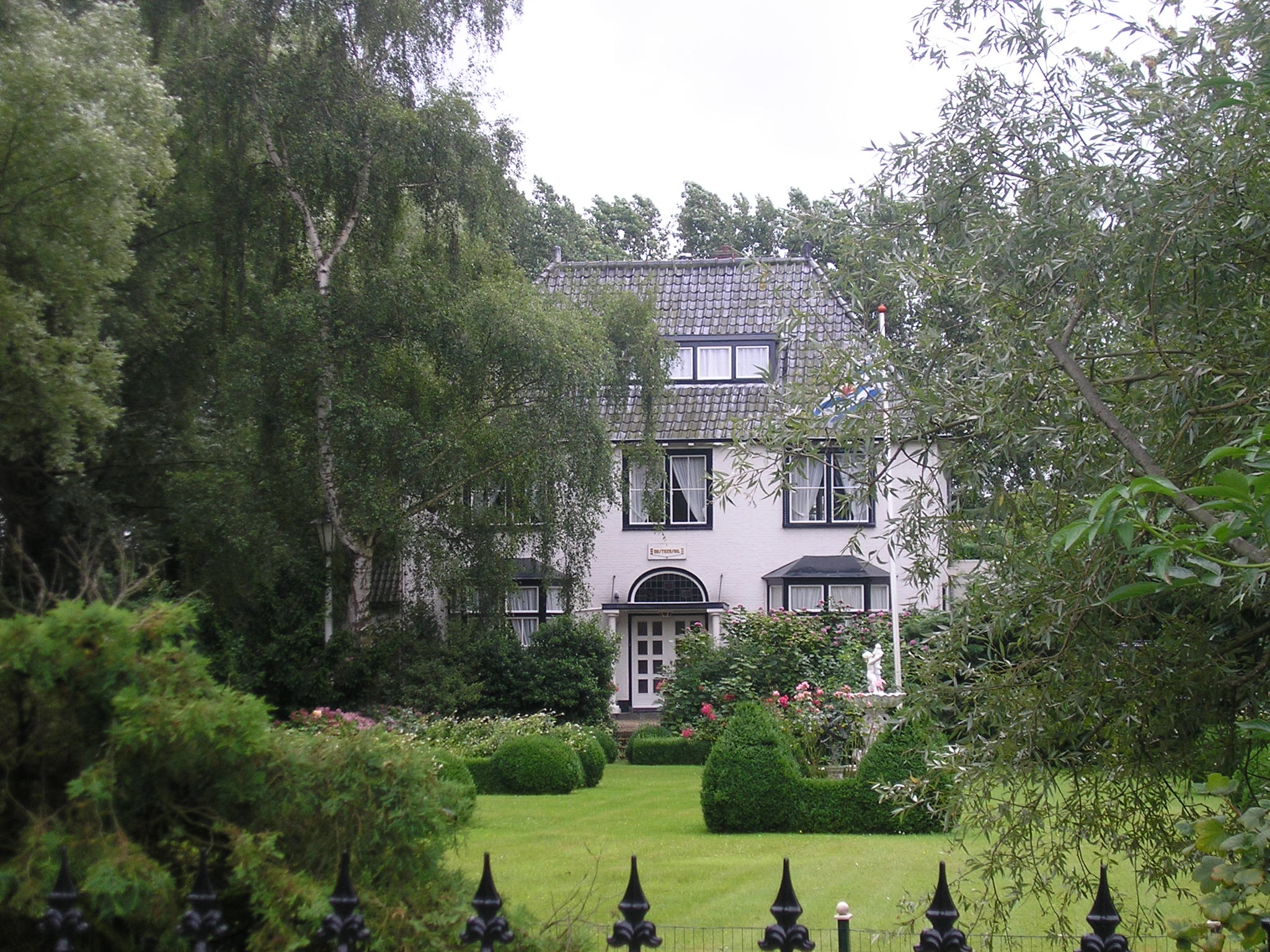
Будівля колишньої мерії
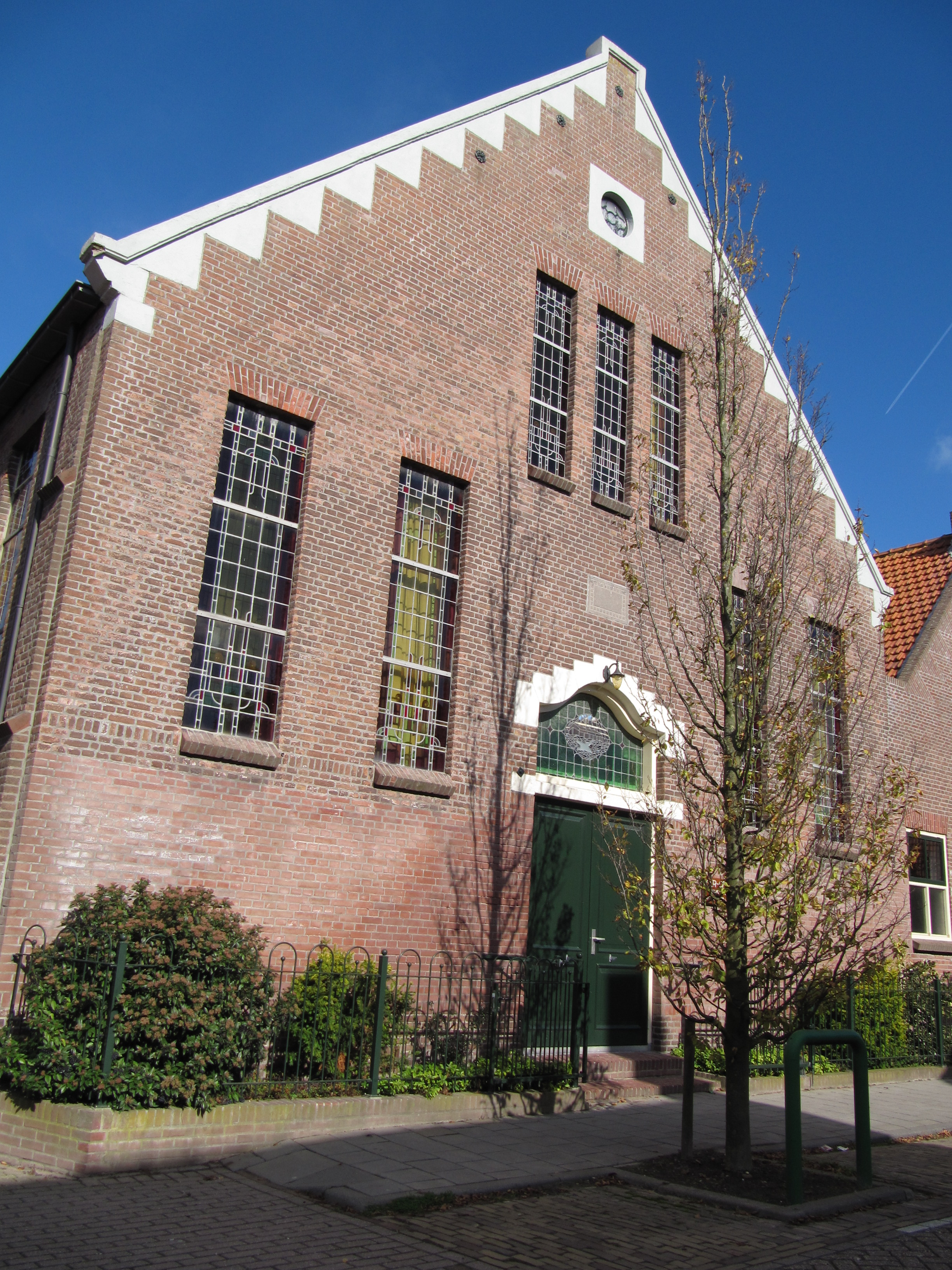
Реформістська церква
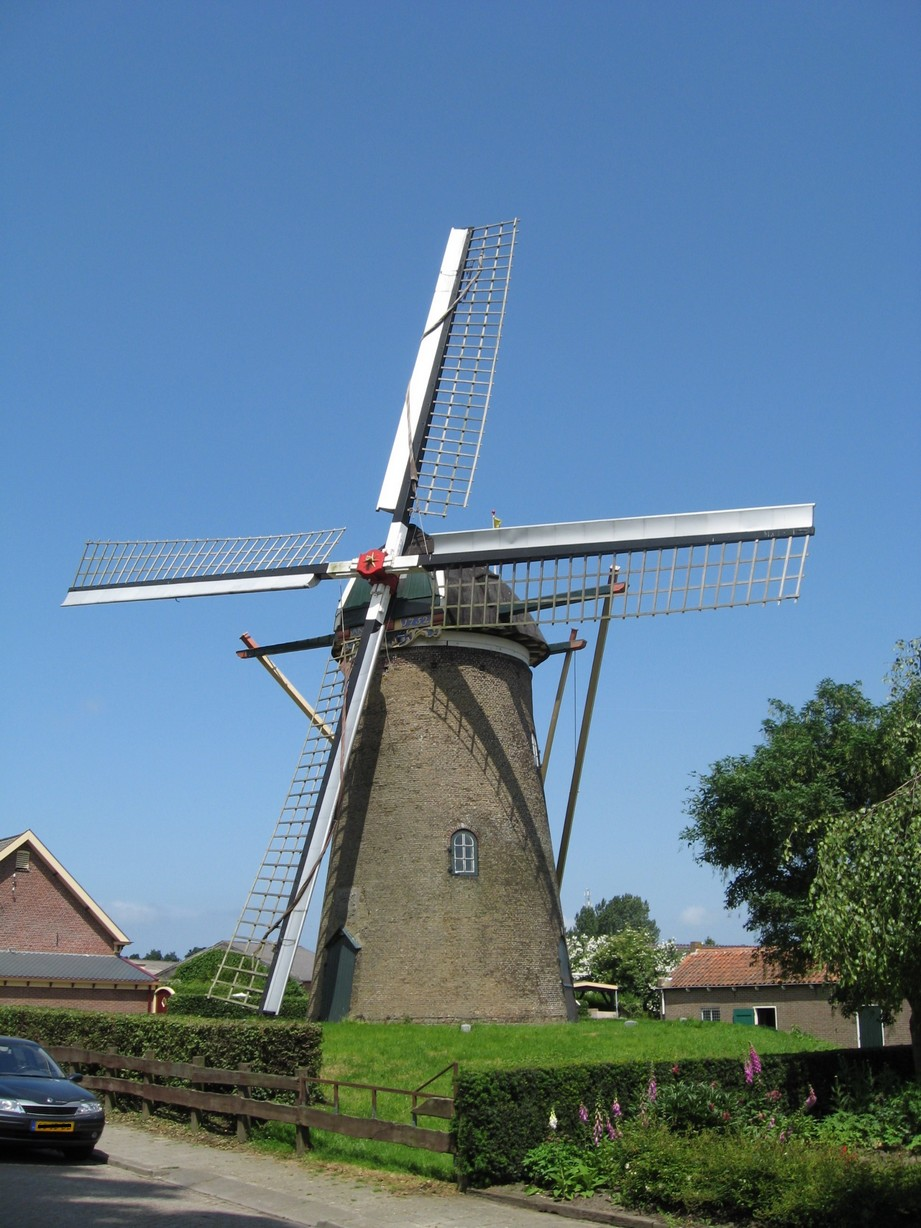
Вітряк у селі